# Janet Reno
Janet Wood Reno (Miami (Florida), 21 juli 1938 – aldaar, 7 november 2016) was een Amerikaans juriste en een politica van de Democratische Partij.
Reno was van 1993 tot 2001 minister van Justitie onder president Bill Clinton. Ze was de eerste vrouw op deze positie.

## Carrière
Na haar afstuderen aan de Cornell-universiteit rondde Reno haar rechtenstudie af aan Harvard Law School. Ze werkte van 1963 tot 1971 als advocate. Van 1971 tot 1973 was ze werkzaam als ambtenaar voor het parlement van Florida. Van 1973 tot 1976 werkte ze als ambtenaar voor de openbaar aanklager van Miami-Dade County. Van 1976 tot 1978 was ze wederom werkzaam als advocate.
In 1978 werd ze benoemd als openbaar aanklager van Miami-Dade County. Ze maakte in die functie naam als bestrijdster van kindermisbruik. In 1980 vervolgde ze vijf blanke politiemannen die een zwarte handelaar hadden vermoord, maar ze werden vrijgesproken. Tijdens de gewelddadige rellen die daarop in Miami uitbraken, stierven achttien personen. Janet Reno werd de heldin van de stad en werd met overweldigende meerderheid herkozen als State Attorney. 
In 1993 werd Janet Reno voorgedragen door Bill Clinton voor de positie als minister van Justitie (Attorney General) en door de Senaat daarin bevestigd nadat beide vorige genomineerden, Zoe Baird en Kimba Wood, niet bevestigd waren omdat zij illegale immigranten in dienst genomen hadden. Reno bleef aan in haar post tot het einde van Clintons ambtstermijn en werd daarmee de langstzittende Attorney General sinds William Wirt in 1829.
Nadat in tussentijdse verkiezingen het Congres in Republikeinse handen gekomen was, moest de Democraat Clinton het midden zien te vinden tussen zijn eigen aanhang en de volksvertegenwoordigers van de andere partij. Op financieel gebied lukte hem dat aardig, maar Janet Reno werd sterk het mikpunt van de 'cultuuroorlog' die de rechtervleugel van de Republikeinen ontketende. Zij beschuldigden Reno ervan een bedreiging te zijn van hun fundamentele vrijheden en hun morele waarden.
Onder haar leiding ondernam het ministerie van Justitie een aantal belangrijke acties:
- de belegering van 51 dagen met dodelijke afloop voor 76 mannen, vrouwen en kinderen van de zwaar bewapende davidians, een sekte onder leiding van David Koresh in Waco (Texas) die zich had afgesplitst van de Branch Davidians.
- een vervolging van de softwaregigant Microsoft onder de Sherman Antitrust Act;
- een belegering van 81 dagen van de Montana Freemen resulterend in de veroordeling van 21 van hen;
- de arrestatie en de veroordeling van Theodore Kaczynski, de Unabomber;
- de arrestatie en de veroordeling van Timothy McVeigh en Terry Nichols voor de bomaanslag in Oklahoma City;
- de arrestatie en de veroordeling van de daders van de bomaanslag op het World Trade Center (levenslang voor Sheik Omar Abdel-Rahman en 4 medeplichtigen);
- het laten uitlekken van informatie die Richard Jewell ten onrechte verdacht maakte van de bomaanslag op het Centennial Olympic Park - ze bood later haar verontschuldigingen aan: "I'm very sorry it happened. I think we owe him an apology. I regret the leak";
- de identificatie van de eigenlijke dader, Eric Rudolph, van de bomaanslag op het Centennial Olympic Park en enige andere bomaanslagen. De verdachte bleef echter op vrije voeten;
- de arrestatie en veroordeling van Mir Aimal Kasi voor de schietpartij bij het hoofdkwartier van de CIA in 1993;
- de vastneming van de zes jaar oude Elián González om hem terug te geven aan zijn vader die hem mee terugnam naar Cuba;
- de geruchtmakende vervolging van de tabaksindustrie onder leiding van haar Assistant Attorney General of the Civil Division, David William Ogden.

In 1998 stemde de House Government Reform and Oversight Committee om Reno te berispen voor minachting van het Congres omdat zij weigerde documenten te overhandigen die van belang waren voor de afzettingsprocedure van president Bill Clinton. De documenten werden uiteindelijk toch overhandigd en het voltallige Huis stemde nooit over deze zaak.
Nadat George W. Bush in 2001 president was geworden, werd Reno als United States Attorney General opgevolgd door John Ashcroft. In 2002 probeerde ze gouverneur van de staat Florida te worden, maar ze verloor de verkiezingen met 44% van de stemmen van Bill McBride, die 44,4% behaalde. Na 20 jaar aan de ziekte van Parkinson te hebben geleden, overleed ze in 2016.
- Gemeinsame Normdatei: 1176209736
- International Standard Name Identifier: 0000 0001 1449 8928
- Library of Congress Control Number: n93107208
- National Archives and Records Administration: 10575250
- Nationale Bibliotheek van Tsjechië: jn20000720247
- Nationale Bibliotheek van Israël: 987007333143105171
- SNAC: w6qd0vcr
- Virtual International Authority File: 84043672
- WorldCat: E39PBJyCBr4FKvpPwjmHKhttKd